# Могилёвское сельское поселение (Хабаровский край)
Могилёвское се́льское поселе́ние — муниципальное образование в районе имени Лазо Хабаровского края Российской Федерации. Образовано в 2004 году.
Административный центр — село Могилёвка.

## Население
| 2010  | 2011  | 2012  | 2013  | 2014  | 2015  | 2016  |
| ----- | ----- | ----- | ----- | ----- | ----- | ----- |
| 2428  | ↘2426 | ↗2442 | ↗2469 | ↘2468 | ↘2425 | ↘2382 |
| 2017  | 2018  | 2019  | 2020  | 2021  |       |       |
| ↘2372 | ↗2389 | ↘2387 | ↘2366 | ↘2226 |       |       |

## Населённые пункты
В состав поселения входят 2 населённых пункта:
| № | Населённый пункт | Тип  | Население |
| - | ---------------- | ---- | --------- |
| 1 | Гродеково        | село | ↘1165     |
| 2 | Могилёвка        | село | ↘1061     |